# Onthophagus pseudocoracinus
Onthophagus pseudocoracinus là một loài bọ cánh cứng trong họ Bọ hung (Scarabaeidae).